# Thomas Aronsson
Thomas Aronsson, född 1963, är en svensk nationalekonom.
Aronsson disputerade 1990 vid Umeå universitet, där han sedan 1998 är professor i nationalekonomi.
Hans forskningsområden innefattar välfärdsteori, offentlig ekonomi och miljöekonomi. Han är medlem i Expertgruppen för miljöstudier vid Finansdepartementet sedan 2007.
Aronsson invaldes 2009 som ledamot av Kungliga Vetenskapsakademien.